# Сун (держава)
Сун (кит.: 宋 — Sòng) — державне утворення у Китаї періоду Чжоу та Воюючих Країн. Було засноване напочатку правління династії Чжоу на території сучасної провінції Хенань. На території Сун продовжували правити нащадки династії Шан, поваленої Чжоу у 1046 до н. е.
Після затвердження Чжоу першим правителем Сун став У Ген — син останнього шанського вана Чжоусіня. Потім домен було передано Вей-цзи Каю, який був першим сином шанського вана Ї та старшим зведеним братом Чжоусіня.
Активно боролося за контроль над князівствами Чжен, Вей, Лу і Ці, його васалами були дрібні Чень і Цай. Правителі Сун скликали з'їзди і укладали загальні клятви, вступали в боротьбу з ваном Чжоу. Після вбивства Шангун Юй-ї, правителя Сун, 719—710 роки до н. е.) держава ослабла. Новий правитель Сун не зміг підпорядкувати своєму впливу центральне князівство Чжен, не впорався з міжусобицями в Вей. В цей час держави Ці та Чу стали реальними факторами в політиці центральних держав. Вони зуміли відтіснити Сун.
У період з 680 до 643 до н. е. Сун входить в очолюваний Ці «блок центру», що складався з Ці, Сун, Лу, Вей, Чжен, Чень, Цао та дрібних східних князівств. Після смерті Хуань-гун Сяо-бая в Ці починається боротьба за владу. Сун намагається відновити втрачений вплив. Саме сунський правитель Сян-гун Цифу, очоливши коаліцію з Вей, Цао, Чжу, завдав декілька поразок Ці і поставив тут свого протеже. Потім він суворо покарав правителів дрібних держав, а правителя невеличкого князівства Цзен стратив для залякування. Він очолив кілька з'їздів, ставши гегемоном (ба). Але після смерті 637 року до н.е. Сян-гуна держава втрачає статус гегемона. 
У 632 до н. е. укладається союз з  царством Цзінь, що стає наступним гегемоном. До союзу входять також Ці та Цінь. Ця коаліція виступила проти царства Чу, з якими до 560 року до н.е. велися запеклі війни. Водночас Сун стає вірним союзником Цзінь у боротьбі з Чу, а потім Цінь.
У 506 до н. е. після ослаблення Цзінь намагалося маневрувати між Чу, Ці, Цзінь і У.
Більша частина Сун була аннексована царством Ці у 286 до н. е.